# 아이언맨: 아머 어드벤처
《아이언맨: 아머 어드벤처》(Iron Man: Armored Adventures, 초기 홍보 자료의 제목: Iron Man: The Animated Series)는 마블 코믹스의 슈퍼 히어로 아이언맨을 기반으로 한 3D CGI 애니메이션 시리즈이다. 2009년 4월 24일 미국 닉툰스 (미국)를 통해 데뷔했으며, 캐나다에서는 텔레툰을 통해 방영되었다. 이 시리즈는 울버린과 엑스맨 및 기타 수많은 마블 애니메이션 프로젝트에도 참여한 쇼러너 크리스토퍼 요스트(Christopher Yost)가 편집한 스토리이다. TV 쇼는 2007년 애니메이션 영화 인빈시블 아이언맨(The Invincible Iron Man)과 관련이 없다. 성우진은 다르지만 일부 스토리 요소는 유사하며 어떤 경우에는 영화와 동일한 악보를 사용한다. 1994년부터 1996년까지 아이언맨 이후 첫 번째 아이언맨 TV 시리즈이며, 실사 아이언맨 영화의 성공 이후 방영을 시작했다.
이 시리즈는 젊은 버전의 토니 스타크와 그의 또 다른 자아인 아이언맨의 모험을 따라간다. 아이언맨으로서 그는 기술 발명품을 사용하여 유사하게 기술적으로 진보된 다른 위협에 맞서 싸우고 있다. 그의 친구인 제임스 "로디" 로즈와 페퍼 포츠는 그의 용감하고 위험한 모험을 도와준다.
이 시리즈의 두 번째 시즌은 2011년 7월 13일에 첫 방송되었으며, 이미 2010년에 일본 애니맥스에서 방영을 마친 완전히 별개의 마블 애니메이션: 아이언맨 애니메이션 시리즈의 영어 더빙과 동시에 방영되었다.
2012년 8월 25일, 아이언맨 아머드 어드벤처가 The CW의 새로운 토요일 아침 어린이 블록 보텍스(Vortexx)의 일부로 방송될 것이라는 것이 밝혀졌다. 2012년 11월 24일 이후 보텍스는 쇼 방영을 중단하고 2012년 12월 8일에 트랜스포머 프라임으로 대체했다.
2021년 1월 기준, 이 쇼의 두 시즌 모두 디즈니+에서 시청 가능하다.